# Gustav Winblad
Johan Gustav Winblad, född 14 maj 1893 i Örebro, död 9 oktober 1968, var en svensk entomolog.
Winblad föddes i Örebro men familjen flyttade senare till Stockholm, där han fick sitt första arbete på Naturhistoriska Riksmuseet. 1920 flyttade han till Piteå och gifte sig med Hanna Lundqvist. I Piteå fortsatte han sin forskning.

## Samling
Han hade en av Sveriges förnämsta samlingar av fjärilar, sländor och humlor. En samling som han senare kom att donera till Piteås skolor för att föra sitt intresse vidare till nya generationer. Lunds universitet har lånat en del av samlingen.
Samlingens praktexemplar är en slända med det latinska namnet är Ophigomphus. Winblad är den ende svensk som fångat en sådan. Ett annat praktexemplar är dårgräsfjärilen, som man inte hade hittat på 100 år i Sverige, men Winblad gjorde det på Gotland på 1950-talet. Ett intressant fynd var också åkervindsvärmaren som han fångade utanför Piteå på 1950-talet;  detta var det nordligaste fyndet i Sverige av arten.

## Upptäckter: nya arter
Höjdpunkten i hans karriär var när han hittade två nya arter som fick namn efter honom. En nattfjäril som fick det latinska namnet Melita cinxia winbladii och en gräsfjäril som gavs det latinska namnet Coenonympha pamphilus winbladii.